# Оуне
Оуне́ (рос. Оунэ) — селище у складі Ванінського району Хабаровського краю, Росія. Входить до складу Високогорненського міського поселення.

## Населення
Населення — 16 осіб (2010; 25 у 2002).
Національний склад (станом на 2002 рік):
- росіяни — 92 %